# Іван Піріс
Іван Піріс (ісп. Iván Piris, нар. 10 березня 1989, 	Ітаугва) — парагвайський футболіст, захисник клубу «Лібертад».
Виступав, зокрема, за клуби «Серро Портеньйо» та «Удінезе», а також національну збірну Парагваю.

## Клубна кар'єра
У дорослому футболі дебютував 2008 року виступами за команду клубу «Серро Портеньйо», в якій провів три сезони, взявши участь у 52 матчах чемпіонату.
Частину сезону 2011 року перебував у складі клубу «Депортіво Мальдонадо» але наступні сезони перебува в оренді. Зокрема в «Сан-Паулу», наступного сезону в «Ромі», а в сезоні 2013/14 років у лісабонському «Спортінгу».
З 2014 року два сезони захищав кольори команди клубу «Удінезе», де був гравцем основного складу.
До клубу «Монтеррей» приєднався 2016 року. Відіграти за команду з Монтеррея 31 матч в національному чемпіонаті.
На правах оренди сезон відіграв за «Леон». 2018 рік провів у складі аргентинського клубу «Ньюеллс Олд Бойз».
З 2019 захищає кольори парагвайського клубу «Лібертад».

## Виступи за збірні
Протягом 2007–2011 років залучався до складу молодіжної збірної Парагваю. На молодіжному рівні зіграв у 15 офіційних матчах.
2011 року дебютував в офіційних матчах у складі національної збірної Парагваю. Наразі провів у формі головної команди країни 27 матчів.
У складі збірної був учасником розіграшу Кубка Америки 2011 року в Аргентині, де разом з командою здобув «срібло», розіграшу Кубка Америки 2015 року в Чилі, розіграшу Кубка Америки 2016 року в США.
| Дата       | Місто          | Господарі | Результат             | Гості     | Турнір                       | Голи | Примітки |
| ---------- | -------------- | --------- | --------------------- | --------- | ---------------------------- | ---- | -------- |
| 3-7-2011   | Санта-Фе       | Парагвай  | 0 – 0                 | Еквадор   | Копа Америка 2011 - 1-й етап | -    |          |
| 20-7-2011  | Мендоса        | Парагвай  | 0 – 0 д.ч. (5-3 п.п.) | Венесуела | Копа Америка 2011 - півфінал | -    |          |
| 24-7-2011  | Буенос-Айрес   | Уругвай   | 3 – 0                 | Парагвай  | Копа Америка 2011 - Фінал    | -    |          |
| 6-9-2011   | Сан-Педро-Сула | Гондурас  | 0 – 3                 | Парагвай  | товариський матч             | -    |          |
| 7-10-2011  | Ліма           | Перу      | 2 – 0                 | Парагвай  | Відбір до ЧС 2014            | -    |          |
| 7-9-2012   | Кордова        | Аргентина | 3 – 1                 | Парагвай  | Відбір до ЧС 2014            | -    |          |
| 11-9-2012  | Асунсьйон      | Парагвай  | 0 – 2                 | Венесуела | Відбір до ЧС 2014            | -    |          |
| 12-10-2012 | Барранкілья    | Колумбія  | 2 – 0                 | Парагвай  | Відбір до ЧС 2014            | -    |          |
| 17-10-2012 | Асунсьйон      | Парагвай  | 1 – 0                 | Перу      | Відбір до ЧС 2014            | -    |          |
| 15-11-2012 | Луке           | Парагвай  | 3 – 1                 | Гватемала | товариський матч             | -    |          |
| Усього     |                | Матчів    | 10                    |           | Голів                        | 0    |          |

## Титули і досягнення
- Чемпіон Парагваю (3):

«Лібертад»: 2021А, 2022А, 2023А
- Володар Кубка Парагваю (2):

«Лібертад»: 2019, 2023
Збірні
- Срібний призер Кубка Америки: 2011